# 松岡俊二
松岡　俊二（まつおか しゅんじ、1957年 - ）は、日本の経済学者。学位は、博士（学術）。兵庫県豊岡市生まれ。専門は、環境経済・政策学、国際開発研究、災害研究、レジリエンス論。

## 人物
1988年, 京都大学大学院経済学研究科博士課程学修認定退学。広島大学にて博士号を取得。広島大学総合科学部講師・助教授, 広島大学大学院国際協力研究科教授を経て, 2007年から早稲田大学大学院アジア太平洋研究科教授。早稲田大学レジリエンス研究所（WRRI）所長。早稲田大学ふくしま広野未来創造リサーチセンター長。

## 学歴
- 1982年：京都大学大学院経済学研究科経済政策学専攻（修士課程修了（経済学修士）
- 1988年：京都大学大学院経済学研究科経済政策学専攻（博士後期課程）　学修認定退学
- 1998年：博士（学術）・広島大学

## 職歴
- 1988年：広島大学講師・総合科学部
- 1991年：同上助教授（大学院生物圏科学研究科担当）
- 1994年：広島大学助教授・大学院国際協力研究科
- 1996年9月‐11月：マレーシア・マラヤ大学客員教授
- 1999年度：（財）国際東アジア研究センター客員研究員
- 2000年2月‐9月：アメリカン大学（ワシントンDC）客員研究員
- 2002年：広島大学教授・大学院国際協力研究科
- 2003年度-現在：国際東アジア研究センター客員研究員
- 2005年度-現在：総合地球環境学研究所客員研究員
- 2007年度-現在：早稲田大学大学院アジア太平洋研究科教授

## 著書・訳書

### 著書
- 松岡俊二「環境：日本の環境ODAの展開とアジア地域環境ガバナンスの構築」, 黒崎卓・大塚啓二郎（編著）,『これからの日本の国際協力：ビッグ・ドナーからスマート・ドナーへ』日本評論社, 2015年, pp.293-313.
- 松岡俊二「フクシマとレジリエンスとサステイナビリティ」,鎌田薫（監修）『震災後に考える：東日本大震災と向きあう92の分析と提言』早稲田大学出版部, 2015年, pp.460-470.
- 松岡俊二・いわきおてんとSUN企業組合（編）『フクシマから日本の未来を創る：復興のための新しい発想』早稲田大学出版部, 2013年, 153pp.
- 松岡俊二・師岡愼一・黒川哲志『原子力規制委員会の社会的評価：3つの基準と3つの要件』早稲田大学出版部, 2013年, 131pp.
- 松岡俊二（編）『アジアの環境ガバナンス』勁草出版, 2013年, 237pp.
- 天児慧・松岡俊二他（編）『アジア地域統合学：総説と資料』勁草出版, 2013年, 326pp.
- Amako, S., S. Matsuoka, and K. Horiuchi eds.“Regional Integration in East Asia: Theoretical and Historical Perspective”, (United Nations University Press, 2013).
- 松岡俊二『フクシマ原発の失敗－事故対応過程の検証とこれから－』早稲田大学出版部, 2012年, 95pp.
- 松岡俊二「東アジアの環境協力」, 浦田秀次郎・金ゼンマ（編）『グローバリゼーションとアジア地域統合』勁草書房, 2012年, pp.153-187.
- 松岡俊二「アジア地域統合研究への制度論アプローチ」, 松岡俊二・勝間田弘（編）『アジア地域統合の展開』勁草書房, 2011年, pp.27-51.
- 松岡俊二「中国の大気･水汚染とガバナンス」, 天児慧（編）『アジアの非伝統的安全保障Ⅰ総合編』勁草書房, 2011年, pp.173-192.
- Matsuoka, S. “Climate Policy and International Development Cooperation”, in Sumi, A., N. Mimura, and T. Masui eds., Climate Change and Global Sustainability: A Holistic Approach, (UNU Press, 2011), pp.193-206.
- 松岡俊二「東アジアの環境協力と地域環境制度：日本の環境ODAと東アジア環境共同体の形成」,吉野孝・弦間正彦（編）『東アジアにおける政治経済・環境のフロンティア』東洋経済新報社, 2011年, pp.119-150.
- 松岡俊二「気候政策の政治的意思決定と政策選択基準」, IR3S温暖化フラッグシッププロジェクト（編）『サステイナブルな地球温暖化対応策』東京大学IR3S, 2010年, pp.29-43.
- 松岡俊二「アジア環境論」, 寺田貴（編）『アジア学のすすめ・第1巻・アジア政治経済論』弘文堂, 2010年, pp.232-257.
- 松岡俊二「アフリカ開発とキャパシティ・ディベロップメント：ケニアの経済開発戦略と貿易政策を中心に」,吉田栄一（編）『アフリカ開発援助の新課題』, 日本貿易振興機構アジア経済研究所, 2008年, pp.107-142.
- 松岡俊二「第13章　環境評価」,三好皓一（編）,『評価論を学ぶ人のために』世界思想社, 2007年, pp.224-241.
- Matsuoka, S. ed. Effective Environmental Management in Developing Countries: Assessing Social Capacity Development, (Palgrave-Macmillan, 2007),（”Chapter 1 Social Capacity Development for Environmental Management: Introduction”, “Chapter 4 Development Stages Analysis”, “Chapter 5 Designing Policy for Social Capacity Development”, 執筆）, 288pp.
- 松岡俊二「環境管理能力」,「アジアの環境問題と圧縮型工業化」, 環境経済･政策学会（編）,『環境経済･政策学の基礎知識』,有斐閣, 2006年, pp.72-73, pp.130-131.
- 上嶋英機･坂川勉･武内和彦･宮田洋子･戸田常一･松岡俊二「環境再生と地域マネジメント」, 環境経済･政策学会（編）,『環境経済･政策学会年報 第10号：環境再生』,東洋経済新報社, 2005年, pp.8-32.
- 松岡俊二（編）『国際開発研究：自立的発展へ向けた新たな挑戦』, 東洋経済新報社, 2004年, 280pp.（「第7章 開発と環境の経済学入門」, pp.135-151, 「第8章 社会的環境管理能力の形成と制度変化」, pp.153-174, 「第9章 社会的環境管理能力の形成と環境政策・環境協力」, pp.177-192, 執筆）
- 井村秀文・松岡俊二・下村恭民（編）『シリーズ国際開発 第2巻 環境と開発』,日本評論社, 2004年, 200pp.（「第8章 途上国の社会的環境管理能力の形成と日本の環境協力」, pp.167-195, 執筆）
- 松岡俊二「第6章 アジアの環境問題」, 北原淳・西澤信善（編）『現代世界経済叢書4アジア経済論』ミネルヴァ書房, 2004年, pp.141-165.
- 松岡俊二･朽木昭文（編）『アジ研トピックレポートNo.50：アジアにおける社会的環境管理能力の形成：ヨハネスブルク･サミット後の日本の環境ODA政策』, アジア経済研究所, 2003年, 90pp.（「第1章　はじめに：アジアの環境問題と日本のODA政策」, pp.1-7, 「第2章　社会的環境管理能力の形成：評価の方法論」, pp.9-31,「第6章　おわりに」, pp.85-90, 執筆）
- Matsuoka, S. and A. Kuchiki eds. IDE Spot Survey: Social Capacity Development for Environmental Management in Asia: Japan’s Environmental Cooperation after Johannesburg Summit 2002, (Institute of Development Economies, 2003), 90pp.（“Chapter 1,  Introduction: Environmental Issues and Japan’s ODA in Asia”, pp.1-5, “Chapter 2 Social Capacity Development for Environmental Management”, pp.7-21, “Chapter 7 Conclusions”, pp.87-90, 執筆）
- 松岡俊二「第5章 国際資本移動と途上国の環境問題：持続的発展と直接投資･政府開発援助」，森田恒幸･天野明弘（編）,『岩波講座 環境経済･政策学 第6巻 地球環境問題とグローバル･コミュニティ』, 岩波書店, 2002年, pp.125-155.
- 松岡俊二･松本礼史「アジアの経済成長とエネルギー･環境問題」, 環境経済･政策学会（編）,『環境経済・政策学会年報 第3号：アジアの環境問題』, 東洋経済新報社, 1998年, pp.111-122.
- 松岡俊二「第2章 東南アジアの開発と環境」,加茂利男･遠州尋美（編）,『東南アジア：サステイナブル世界への挑戦』,有斐閣, 1998年, pp.38-67.
- 松岡俊二「プロジェクト･アセスメントにおける環境影響評価(EIA)と経済的評価」, 鈴木茂他（編）,『大型プロジェクトの評価と課題』,晃洋書房, 1997年, pp.203-211.
- 松岡俊二「景観の保全･創造と社会経済システム」, 中越信和（編）,『景観のグランドデザイン』,共立出版, 1995年, pp.157-171.
- 松岡俊二「熱帯雨林が消えていくメカニズムは」,「アマゾンの森林はなぜ伐採させるのか」,「破壊された森林は植林で回復できるのか」,「環境難民はなぜ生まれるのか」,「貧困と環境破壊の悪循環はなぜ進むのか」,「持続可能な森林経営とは」,「多国籍企業は地球環境を保全するのか,破壊するのか」, 植田和弘（監修）, 『地球環境キーワード』,有斐閣, 1994年, pp.26-27, pp.28-29, pp.50-51, pp.68-69, pp.72-73, pp.82-83, pp.142-143.
- 松岡俊二「日本自動車産業の国際化：日本的生産システムの特殊性･普遍性」, 中川信義（編）,『国際産業論：グローバル･インダストリ論序説』,ミネルヴァ書房, 1993年, pp.225-252.
- 松岡俊二「都市政策における効率性と公正性」, 重森暁･遠州尋美（編）,『都市再生の政治経済学』, 東洋経済新報社, 1993年, pp.200-219.
- 松岡俊二「沿岸都市オープンスペース論」,「ウォーターフロント･オープンスペースの費用･便益分析」,「湾岸開発と大規模オープンスペース」, 都市環境研究会（編）,『沿岸都市とオープンスペース』, 都市文化社, 1991年, pp.2-53, pp.54-62, pp.134-170.
- 松岡俊二「大都市ウォーターフロント開発の経済的評価」, 都市環境研究会（編）,『都市とウォーターフロント』, 都市文化社, 1988年, pp.177-216.
- 松岡俊二「21世紀の都市･地域像を模索する：環日本海･金沢国際シンポジウムに参加して」, 宮本憲一（編）,『地方財政の国際比較』, 勁草書房, 1986年, pp.281-290.
- 松岡俊二「不均衡競争と地域不均衡」, S.ホランド,仁連孝昭他（訳）, 『現代資本主義と地域』,法律文化社, 1982年, pp.133-167.（訳書）

### 論文
- 松岡俊二「持続可能な地域のつくりかた：地方創生と社会イノベーションを考える」,『アジア太平洋討究（早稲田大学大学院アジア太平洋研究科紀要）』33, 2018年, pp.1-18.
- 胡加・田中勝也・松岡俊二「日本のNPO活動水準を規定する組織要因と地域要因の分析」『ノンプロフィット・レビュー（日本NPO学会機関誌）』17(1), 2017年, pp. 39-48.
- 松岡俊二「原子力政策におけるバックエンド問題と科学的有望地」,『アジア太平洋討究（早稲田大学大学院アジア太平洋研究科紀要）』28, 2017年, pp.25-44.
- Kim, Y., K. Tanaka and S. Matsuoka “Institutional Mechanisms and the Consequences of International Environmental Agreements”, (Global Environmental Politics, 2017), 17(1), pp.77-98.
- 松岡俊二「『フクシマの教訓』と原子力リスク・ガバナンス」,『アジア太平洋討究（早稲田大学大学院アジア太平洋研究科紀要）』25, 2015年, pp.1-13.
- 松岡俊二「（環境論壇）『フクシマの教訓』と原子力リスク・ガバナンス」, 『環境経済・政策研究』8（2）, 2015年, pp.31-35.
- 松岡俊二「日本の環境イノベーションとアジア地域環境戦略」,『早稲田大学・自動車部品産業研究所紀要』, 14, 2015年, pp.28-49.
- 李洸昊・松本礼史・松岡俊二「途上国の都市における『ごみの流れ』の構造分析：スリランカ・キャンディ市を事例に」『国際開発研究（国際開発学会誌）』24（1）, 2015年, pp.15-32.
- Chaewoon, O. and S. Matsuoka“The Position of Low Carbon Growth Partnership (LCGP): at the end of Japan’s Navigation between the Kyoto Protocol and APP”, (International Environmental　Agreements: Politics, Law and Economics, 2015), 15(2), pp. 125-140.
- Matsuoka, S. “Japan’s Asian Strategy: Japan’s Asian Environmental Strategy and Soft Power of the 21st Century”, (Public Policy Review, 2014), 10(1), 2013年, pp.189-226
- 松岡俊二「日本のアジア戦略：日本のアジア環境戦略と21世紀のソフトパワー」,『ファイナンシャル・レビュー』116, 2013年9月号, pp.140-167.
- 金柔美・田中勝也・松岡俊二「国際環境レジームの有効性に関する定量分析：長距離越境型大気汚染条約（LRTAP）を事例として」,『環境情報科学学術研究論文集26』, 2012年, pp.189-194.
- 松岡俊二「福島第一原子力発電所事故と今後の原子力安全規制のあり方」,『アジア太平洋討究（早稲田大学大学院アジア太平洋研究科紀要）』, 18, 2012年, pp. 121-142.
- 田中勝也・松岡俊二・Thi Thi Kinh「ミャンマーテルタ地帯における安全な飲料水の供給に向けた便益評価」,『人間と環境』, 38(1), 2012年, pp.7-12.
- 松岡俊二「アジアの地域環境制度の形成と地域統合」,『アジア太平洋討究（早稲田大学大学院アジア太平洋研究科紀要）』,16, 2011年, pp.1-19.
- 松岡俊二「気候変動と国際開発協力」,『国際開発研究（国際開発学会誌）』, 18(2), 2009年, pp.7-18.
- Matsuoka, S. “Capacity Development and Institutional Change in International Development Cooperation”, 『アジア太平洋討究（早稲田大学大学院アジア太平洋研究科紀要）』,12, 2009年, pp.43-73
- 松岡俊二「国際開発協力におけるキャパシティ・ディベロップメントと制度変化アプローチ」『アジア太平洋討究（早稲田大学大学院アジア太平洋研究科紀要）』,11, 2008年, pp.223-237.
- Kaida, N., H. Shirakawa, and S. Matsuoka“A Factor Analysis Approach Toward the   Effects of Risk Perceptions on the Value of a Statistical Life: Air Pollution-associated Risk and　Traffic Accident Risk”, (Journal of Environmental Information Science, 2008), 36(5), pp.11-20.
- Matsuoka, S. et al.“Capacity Development and Social Capacity Assessment (SCA)”,  Journal of Evaluation Studies（日本評価学会英文誌）, 8(2), 2008年, pp.3-23.
- Murakami, K. and S. Matsuoka“Evaluation of Social Capacity for Urban Air Quality Management”, Journal of Evaluation Studies（日本評価学会英文誌）, 8(2), 2008年, pp. 65-81.
- Komatsu, S., S. Matsuoka and K. Tanaka“Estimating the Benefits of Pastureland Conservation Through Water Supply Improvements in Mongolia”, 『環境システム研究論文集（土木学会）』, 35, 2007年, pp.191-198.
- Nurul, J., S. Matsuoka, and K. Tanaka“Firm's Environmental Compliance and Capacity Development: Empirical Findings from the Environmental Performance Rating Program (PROPER) in　Indonesia”, Journal of Environmental Information Science（環境情報科学センター）, 35(5), 2007年,pp.1-10.
- Kaida, N. and S. Matsuoka“Interdependency of the Economy, Environment and Government Capacity: Examining the Structure of Japan’s Environmental Problems in 1980s and 1990s”,　Journal of Environmental Information Science（環境情報科学センター）, 35(5), 2007年, pp.11-20
- 村上一真･松岡俊二・金原達夫「社会的環境管理能力の形成プロセスに係る因果構造の分析：都市大気汚染対策を事例にして」,『日本評価研究（日本評価学会誌）』, 7(1), 2007年, pp.131-146.
- 村上一真･松岡俊二「都市大気質と社会的環境管理能力の因果関係の分析」,『環境情報科学論文集（環境情報科学センター）』, 20, 2006年, pp.309-314.
- Wu, L., S. Kaneko, and S. Matsuoka“Dynamics of energy-related CO2 emissions in China during 1980 to 2002: The relative importance of energy supply-side and demand-side effects”,　(Energy Policy, 2006) 34(18), pp.3549-3572.
- 村上一真･松岡俊二「社会的環境管理能力の評価手法に関する研究：都市大気汚染対策を事例として」,『日本評価研究（日本評価学会誌）』, 6(2), 2006年, pp.43-57.
- 村上一真･松岡俊二「都市大気汚染政策における社会的能力の評価」,『日本評価研究（日本評価学会誌）』,6(1), 2006年, pp.55-69.
- Vassanadumrongdee, S. and S. Matsuoka“Risk Perceptions and Value of a Statistical Life for Air Pollution and Traffic Accidents: Evidence from Bangkok, Thailand”, (Journal of Risk and　Uncertainty, 2005) 30(3), pp.261-287.
- Wu, L., S. Kaneko, and S. Matsuoka“Driving forces behind the stagnancy of China's energy-related CO2 emissions from 1996 to 1999: the relative importance of structural change,　intensity change and scale change”, (Energy Policy, 2005), 33(3), pp.319-335.
- 楊磊･高橋与志･松岡俊二「北京における自動車排ガス規制プログラムの経済評価」,『環境情報科学論文集（環境情報科学センター）』, 19, 2005年, pp.515-520.
- 松岡俊二･岡田紗更･木戸謙介･本田直子「社会的環境管理能力の形成と制度変化」,『国際開発研究（国際開発学会誌）』, 13(2), 2004年, pp.31-50.
- Vassanadumrongdee, S., S. Matsuoka, and H. Shirakawa “Meta-analysis of contingent Valuation Studies on air pollution-related morbidity risks”, Environmental Economics and Policy　Studies（環境経済・政策学会英文誌）, 6(2), 2004年, pp.11-47.
- 白川博章･松岡俊二「上海市における確率的生命の価値の推計：ライフサイクル･モデルの検証を中心に」,『国際開発研究（国際開発学会誌）』, 12(1), 2003年, pp.31-48.
- 松岡俊二･本田直子「環境援助における能力開発とは何か：環境管理能力の形成 (CDE) 概念のレヴュー」,『国際開発研究（国際開発学会誌）』, 11 (2), 2002年, pp. 149-172.
- Memon, A. M. and S. Matsuok“Validity of contingent valuation estimates from developing countries: scope sensitivity analysis”, Environmental Economics and Policy Studies（環境経済・政策学会英文誌）, 5(1), 2002年, pp.39-61.
- 松本礼史・松岡俊二・澤津直也 「地域間格差からみた中国・排汚収費の政策効果分析」,『国際開発研究（国際開発学会誌）』, 11(1), 2002年, pp.39-51.
- 松岡俊二・白川博章・本田直子・竹内憲司・松本礼史,「東アジアにおける環境政策の効率性評価に関する研究：マレーシア・クアラルンプール・広島市を例に」, 『東アジアへの視点（国際東アジア研究センター誌）』, 2002年9月号, pp.46-56.
- Kochi, I., S. Matsuoka, M. A. Memon, and H. Shirakawa“Cost benefit analysis of the sulfur dioxide emissions control policy in Japan”, Environmental Economics and Policy Studies（環境経済・政策学会英文誌）, 4(4), 2001年, pp.219-233.
- 松岡俊二･本田直子「ODA事業評価における専門性と総合性：DAC5項目の具体化を中心に」,『国際開発研究（国際開発学会誌）』，10(2), 2001年, pp.49-70.
- Memon, M. A. and S. Matsuoka“Benefit Transfer Function to Estimate WTP for Rural Water Supply in Pakistan”,『国際開発研究（国際開発学会誌）』，10(2), 2001年, pp. 101-119.
- 松岡俊二「途上国における環境政策の効率的実施とは何か？規制の諸手段と効率性」,『国際開発研究（国際開発学会誌）』，9(2), 2000年, pp.17-37.
- 松岡俊二･松本礼史･河内幾帆･岩瀬誠「東アジアにおける社会的環境管理能力の形成について」, アジア経済研究合同学会実行委員会（東アジア経済学会・開発技術学会・国際東アジア研究センター・アジア政経学会・国際開発学会・東アジア学会）（編）,『アジア経済研究合同学会報告書』, 2000年, pp.3-27.（優秀論文賞）
- 松岡俊二･渡里司･松本礼史･白川博章「持続性からみた日本の森林資源利用：持続的環境管理システムとしての市場･国家･コモンズの検討を中心に」,『国際協力研究誌（広島大学大学院国際協力研究科）』，6(1), 2000年, pp.1-22.
- 松岡俊二･村上一真･松本礼史「アジア諸国の経済成長とCO2排出構造の変化：製造業と電力業を中心に」,『国際協力研究誌（広島大学大学院国際協力研究科）』, 6(1), 2000年, pp.75-89.
- 松本礼史･松岡俊二･岡田博己･河内幾帆「企業の公害対策行動に関する経済分析」,『国際協力研究誌（広島大学大学院国際協力研究科）』, 6(1), 2000年, pp.91-103.
- 松岡俊二･河内幾帆･白川浩「国際環境協力プロジェクトの社会的評価：日本のタイへの環境協力を中心に」,『国際協力研究誌（広島大学大学院国際協力研究科）』, 5(1), 1999年, pp.11-22.
- 松本礼史･松岡俊二･山下彰一「中国のSOx･CO2排出構造と環境対策」,『国際協力研究誌（広島大学大学院国際協力研究科）』, 5(1), 1999年, pp.23-30.
- 白川浩･松岡俊二「住民参加型援助システムのデザイン：援助主体間の役割分担と成立条件を中心として」,『国際協力研究誌（広島大学大学院国際協力研究科）』, 5(1), 1999年, pp.63-73.
- 松岡俊二･松本礼史･河内幾帆「途上国の経済成長と環境問題：環境クズネッツ曲線は成立するか」,『環境科学（環境科学会誌）』, 11(4), 1998年, pp.349-362.
- Matsuoka, S. “Japan’s ODA and Environmental Cooperation in Southeast Asia”, 『国際協力研究誌（広島大学大学院国際協力研究科）』, 2(1), 1996年, pp.35-57.
- 松岡俊二･小野ゆかり･白川浩「環境協力プロジェクトの社会的評価：タイ環境研究研修センター及び東北タイ造林普及計画を事例として」, 『国際協力研究誌（広島大学大学院国際協力研究科）』, 2(1), 1996年, pp.137-153.
- 松本礼史･松岡俊二「途上国の都市化と廃棄物問題：バンコクの都市廃棄物を事例として」,『国際協力研究誌（広島大学大学院国際協力研究科）』, 2(1), 1996年, pp.167-179.
- Matsuoka, S.“Social Cost-Benefit Analysis of the Land Reclamation Projects in Japan”,『広島平和科学（広島大学平和科学研究センター誌）』, 17, 1995年, pp.171-203.
- 松岡俊二･小野ゆかり「東南アジアの環境問題と日本の国際協力」,『国際協力研究誌（広島大学大学院国際協力研究科）』, 1(1), 1995年, pp.13-30.
- Matsuoka, S., R. Matsumoto, H. Shirakawa, and Y. Ono“Sustainable Use of Environmental Resources: Ecology and Economy in the Resource Economics”,『国際協力研究誌（広島大学大学院国際　協力研究科）』, 1(1), 1995年, pp.61-89.
- 松岡俊二「フィリピンの地域開発と日本のODA：サンボアンガ･デル･スール州のダム開発計画を中心に」,『国際協力研究誌（広島大学大学院国際協力研究科）』, 1(1), 1995年, pp.135-142.
- 松岡俊二･白川博章(1994),「環境経済学における持続性と資源経済学における持続性 ：大阪湾漁業資源の分析から」,『社会文化論集（広島大学大学院社会科学研究科）』, 3, 1994年, pp.73-98.
- Matsuoka, S.“International Trade of Primary Commodities and the Environmental Problems”,『アジア･アフリカ研究（アジア･アフリカ研究所誌）』, 33(4), 1994年, pp.35-84.
- 松岡俊二「熱帯林問題と持続的発展：マレーシア･サラワク州を中心に」, 『環境と公害（岩波書店）』, 22(3), 1993年, pp.23-28.
- 松岡俊二･白川博章「一次産品貿易と環境問題：東南アジアの熱帯林問題を中心に」,『社会文化研究（広島大学総合科学部紀要II）』, 19, 1992年, pp.133-196.
- 松岡俊二･松本礼史･古木二郎「都市物質代謝と環境系社会資本システム：水とゴミを中心に」,『社会文化研究（広島大学総合科学部紀要II）』, 18, 1992年, pp.21-55.
- 松岡俊二･竹内憲司「環境の経済価値」,『社会文化論集（広島大学大学院社会科学研究科）』, 2, 1992年, pp.1-58.
- 松岡俊二･重森暁･遠州尋美「アメリカ合衆国の産業構造転換過程における都市問題：伝統的工業都市の衰退と再生をめぐって」,『学術月報（日本学術振興会）』, 45(5), 1992年, pp.442-447.
- 松岡俊二「日本におけるBay Areaの発展と課題」,『地域開発研究（韓国・慶南大学校地域開発研究所）』, 創刊号, 1990年, pp.131-139.
- 松岡俊二「大都市沿岸域開発と沿岸域会計」,『経済論叢（京都大学経済学会誌）』, 143(6), 1989年, pp.45-79.
- 松岡俊二「ウォーターフロント開発の経済的価値」,『水資源･環境研究（水資源・環境学会誌）』, 3, 1989年, pp.31-37.
- Matsuoka, S. “Waterfront Development and Coastal Management in Japan”, Journal of Regional Development and Autonomy（韓国地域開発・自治学会誌）, 2(1), 1988年, pp.241-281.
- 松岡俊二「環境保全と土地利用規制：譲渡性開発権(TDR)の検討」,『財政学研究（京都大学財政学研究会）』, 13, 1988年, pp.29-38.
- 松岡俊二「原子力発電に対する社会的規制：アメリカ原子力規制委員会の場合」,『公害研究（岩波書店）』, 18(2), 1988年, pp.13-19.
- 松岡俊二「分工場システムと地域経済：現代イタリア･リージョナリズムの実態を中心として」,『財政学研究（京都大学財政学研究会）』, 11, 1986年, pp.32-53.
- 松岡俊二「地域経済研究への企業論的アプローチについて」,『財政学研究（京都大学財政学研究会）』, 10, 1985年, pp.46-59.
- 松岡俊二「現代イタリア･リージョナリズムの成立過程に関する覚書」,『財政学研究（京都大学財政学研究会）』, 9, 1984年, pp.83-92.